# Costante II
Costante II (in greco medievale: Κώνστας Βʹ, Kōnstas II), detto Pogonato (ὁ Πωγωνάτος, ho Pogonátos, "il barbuto") (7 novembre 630 – Siracusa, 15 settembre 668), fu Basileus dei Romei dal 641 fino alla sua morte.
Costante II riuscì a fermare, pur patendo gravi perdite, l'espansione araba in Oriente e lasciò alla sua morte i suoi eserciti in condizioni migliori di come li aveva trovati. Pose inoltre fine alle razzie degli Slavi nei Balcani e fu uno degli ultimi imperatori bizantini a tentare la riconquista dell'Italia; inoltre potrebbe essere stato lui a istituire i themata (suddivisione amministrativa delle province imperiali attribuita generalmente ad Eraclio I).
Tuttavia la sua poderosa riorganizzazione dell'esercito lo costrinse ad un aumento vertiginoso della tassazione imperiale che, assieme al "tipo" (decreto religioso che proibiva tassativamente di discutere ulteriormente sul monotelismo e che non fu ben accolto da molti bizantini), al brutale assassinio di suo fratello Teodosio, al saccheggio del Pantheon e di altri monumenti e chiese in Italia, contribuì notevolmente alla sua impopolarità presso i propri sudditi, causando pertanto il suo assassinio.

## Biografia

### Primi anni di regno (641-648)

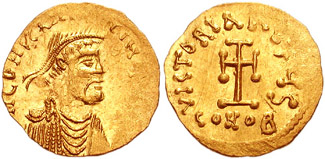
Una moneta d'oro di Costante II.

Figlio di Costantino III e dell'Imperatrice Gregoria, nacque il 7 novembre 630; il suo nome di battesimo era Eraclio. Alla morte del padre, che regnò solo per alcuni mesi (641), divenne Imperatore suo zio Eracleona (o Eraclio II). Tuttavia ben presto si diffuse il sospetto che Eracleona e sua madre Martina avessero avvelenato Costantino III e tale sospetto generò malcontento nel popolo che insorse. Il generale Valentino costrinse Eracleona a nominare co-imperatore il futuro Costante II. In quest'occasione il giovane co-imperatore assunse il nome di Costantino, in onore del padre. Tale nome, seppur utilizzato nei documenti ufficiali, cadde però in disuso in favore di Costante II. Poco dopo Valentino, non soddisfatto del risultato raggiunto, si rivoltò di nuovo contro Eracleona e, dopo aver rinchiuso lui e Martina in prigione e averli mutilati, li esiliò. Costante II a soli undici anni venne proclamato unico imperatore dall'esercito ribelle.
Appena incoronato Imperatore, fece un discorso al senato in cui, dopo aver ringraziato il senato per aver rovesciato Martina e Eracleona, giungeva alla conclusione che il basileus, pur essendo in teoria un monarca assoluto, era in realtà controllato e influenzato dai suoi ministri e che l'aristocrazia esercitava una forte influenza sull'Imperatore. Fino al 648 era sotto la tutela del senato, essendo ancora minorenne.
La prima parte del suo regno fu segnata dalla perdita di alcune province. I longobardi infatti si espansero ulteriormente in Italia conquistando tutta la vasta area che va dalle Alpi Marittime alla Toscana e inflissero una schiacciante sconfitta all'esarca di Ravenna presso Modena, mentre l'Armenia e Cipro vennero costretti a pagare un tributo agli Arabi.
Costante II tentò di recuperare Alessandria e l'Egitto, che erano cadute in mano araba alla fine del regno di suo nonno Eraclio. Dopo aver chiesto aiuti all'Imperatore cinese Taisum, anche lui minacciato dagli Arabi in Turkistan, inviò Manuele, comandante dell'esercito imperiale, a riconquistare questa città: quando Manuele arrivò a Alessandria la popolazione locale insorse contro il governatore arabo ʿOthman e, con l'aiuto di Manuele e delle sue truppe, cacciò gli Arabi dalla città (646). Dopo la conquista della città Manuele riconquistò tutto il delta. Tuttavia il califfo arabo decise di inviare contro le forze bizantine ʿAmr ibn al-ʿĀṣ, che nel 641 aveva strappato l'Egitto ai Bizantini; ʿAmr inflisse una schiacciante sconfitta all'esercito romeo a Nikiu, costringendo i bizantini a rifugiarsi ad Alessandria. ʿAmr alla fine riuscì a riportare Alessandria in mano araba grazie a un provvidenziale intervento dei monofisiti che aprirono le porte della città agli Arabi, preferendo l'indifferenza islamica nei loro confronti alle vessatorie misure dei melkiti costantinopolitani.
Incoraggiati dal successo, gli Arabi invasero la Libia e sconfissero l'Esarca d'Africa Gregorio nel 648; l'Esarcato d'Africa fu costretto a cedere agli Arabi la Tripolitania e a pagare un tributo annuale. Questo trattato di pace venne però firmato senza il consenso dell'Imperatore, che si adirò e punì i suoi ufficiali. Mu'awiya ibn Abi Sufyan, allora governatore della Siria e futuro califfo omayyade, capì che finché i Bizantini avessero predominato sui mari avrebbero potuto riconquistare i territori perduti e decise di allestire una potente flotta per prevenire ciò; in questo modo i Bizantini persero il controllo dei mari a vantaggio degli Arabi, che inflissero loro numerose sconfitte in mare, facendo definitivamente tramontare il sogno di una riconquista bizantina della Siria e dell'Egitto.
Costante II non dovette affrontare solo minacce esterne ma anche rivolte interne. Fu dapprima il generale Valentino a ribellarsi (643), poi nel 647 fu la volta dell'Esarca d'Africa Gregorio, che si rese indipendente da Bisanzio. Quest'ultimo cadde in battaglia contro gli Arabi nel 648 e l'Esarcato divenne vassallo dei musulmani.

### Politica interna: il "tipo" e i "themata"
Quando Costante II crebbe abbastanza per poter gestire da solo gli affari interni e esteri, si prefissò due obiettivi: il primo era quello di controllare la chiesa ortodossa e il secondo era quello di riconquistare le province perdute.

#### Politica religiosa: ilTipo
Con i suoi primi provvedimenti Costante tentò di restaurare l'ordine interno. Poiché la controversia sul Monotelismo era causa di disordini interni, nel 648 promulgò un editto (Tipo) con cui vietava ai suoi sudditi di discutere ulteriormente sul monotelismo, dottrina che sosteneva che in Cristo ci fossero due nature (umana e divina) e una sola volontà. Questo provvedimento non fu ben accolto dalla Chiesa Romana in quanto favoriva l'eresia monotelitica. Costante II punì severamente gli oppositori. In un primo momento impose a tutti di firmare il Tipo; quando però l'apocrisario pontificio Anastasio si rifiutò, il basileus per punirlo lo deportò a Trebisonda.
Nel frattempo Papa Teodoro morì e venne scelto come successore Martino; allora l'elezione a Papa doveva essere ratificata dall'Imperatore. Consapevole che se non avesse firmato il Tipo l'Imperatore non avrebbe mai ratificato la sua elezione a Papa, Martino si fece eleggere Pontefice senza il beneplacito imperiale il 5 luglio 649. Subito dopo la sua elezione Martino convocò in Laterano un concilio generale, a cui parteciparono numerosi vescovi tra cui Massimo il Confessore, che era stato costretto all'esilio per non aver voluto firmare il Tipo. Il Concilio condannò il Monotelismo oltre al Tipo. Il Papa scrisse a Costante, invitandolo ad abrogare il Tipo, ma l'Imperatore non aveva intenzione di cedere.
Nel 651 Costante ordinò all'esarca Olimpio di assassinare il Papa Martino, reo di essersi opposto al Tipo; l'esarca, di conseguenza, recatosi a Roma, affidò il compito a una delle sue guardie di uccidere il pontefice; la guardia avrebbe dovuto agire mentre il Papa porgeva la comunione a Olimpio; per "miracolo divino" tuttavia il sicario non vide quando Olimpio ricevette la comunione del Papa e l'Esarca. Avendo compreso che il Signore non avrebbe permesso tale delitto, confessò i suoi piani al Pontefice. Olimpio si ribellò all'autorità imperiale staccando temporaneamente l'Italia dell'Impero; dapprima l'Imperatore non poté intervenire contro l'usurpatore perché impegnato a respingere gli Arabi, ma nel 652 la rivolta finì con la morte di Olimpio.
Il suo successore Teodoro Calliope, nominato nel 652, ricevette l'ordine di arrestare Papa Martino. Giunto a Roma il 15 giugno, l'esarca inviò dal Pontefice alcuni ecclesiastici, non potendo egli stesso muoversi perché infermo dall'ottobre dell'anno precedente. Alcuni giorni dopo si recò dal Papa con un grosso esercito, e gli comunicò che per decreto imperiale era stato deposto e arrestato; il clero avrebbe potuto opporsi ma il Papa, che non voleva spargimenti di sangue, ordinò che nessuno si muovesse. Il Papa venne condotto segretamente sull'isola di Nasso (Mar Egeo), dove restò prigioniero per alcuni mesi. In seguito venne condotto a Costantinopoli dove fu processato con l'accusa di aver tradito l'Impero in quanto aveva congiurato con l'esarca Olimpio contro l'Imperatore e si era schierato dalla parte dei Saraceni. Il Pontefice rischiò la condanna a morte e fu solo per intercessione del Patriarca Paolo II che la pena capitale gli venne commutata in esilio.
Nello stesso anno venne deportato come prigioniero Massimo il Confessore, con l'accusa di aver causato la perdita delle province africane, cedute agli Arabi. Il processo fu molto lungo e alla fine, nel 659, Massimo venne condannato al taglio della lingua e delle mani.
Nel frattempo il successore di Martino, Papa Eugenio I, tentò la riconciliazione con l'Imperatore, inviando dei legati a Costantinopoli; essi incontrarono il Patriarca Pietro, che tentò di giungere a un compromesso con i nestoriani sostenendo che nel Cristo ci fossero due volontà per ciascuna natura, più una relativa all'ipostasi, trasformando quindi il monotelismo in un tritelismo. Anche questa nuova dottrina, che tentava di conciliare monotelismo e cattolicesimo, venne però rigettata dal Papa, a causa dell'aperta contestazione del clero e del popolo romano. Costante II era pronto a rovesciare il Papa per punirlo, ma la morte improvvisa di quest'ultimo precedette la sua vendetta. Il nuovo Papa, Vitaliano, tentò ancora la riconciliazione. L'Imperatore rispose ai suoi tentativi rinnovando i privilegi concessi da Giustiniano e Foca alla Chiesa Romana, in modo da ingraziarsi il clero romano e recuperare consenso in Occidente.
Il 1º marzo del 666 Costante promulgò un decreto che concedeva a Ravenna l'autocefalia ecclesiastica, cioè consentiva al vescovo ravennate di venire eletto senza la ratifica papale.

#### Riforma militare e provinciale: ithemata
Alcuni storici (come Treadgold) attribuiscono l'importante riforma dei temi, in passato attribuita a Eraclio, a Costante II. Essi ritengono che non possa essere stato Eraclio l'artefice di questa importante riforma per tre motivi:
- nessuna fonte antica menziona l'esistenza dei temi ai tempi di Eraclio, a parte una di dubbia attendibilità;
- se i temi hanno aiutato Eraclio a sconfiggere i Sasanidi, appare strano che poi non siano serviti a nulla contro gli Arabi, che hanno conquistato Siria e Egitto in poco meno di un decennio;
- inoltre i primi temi furono istituiti in Asia minore, mal collocati per fronteggiare un'invasione della Persia. Al contrario, il fatto che siano stati istituiti in Asia Minore indica che vennero istituiti dopo la conquista araba di Siria e Egitto.

Alcuni indizi suggeriscono invece che i temi vennero istituiti da Costante II negli anni della tregua con gli Arabi, tra il 659 e il 662. Tali indizi sono:
- il fatto che Costantino VII a p. 60 della sua opera De thematibus scrivesse che il fondatore dei temi era "l'uomo dopo Eraclio" (il successore di Eraclio), quindi Costante II;
- il fatto che in Anatolia (uno dei primi temi istituiti) le monete rinvenute risalenti a dopo il 658 siano più rare di quelle rinvenute datate a prima del 658, un fenomeno spiegabile con l'istituzione dei temi, dato che i soldati non venivano più pagati con i soldi ma con l'assegnazione di terre da coltivare; di conseguenza circolava meno denaro in Anatolia;
- infine le fonti antiche menzionano i temi solo a partire dal 662, anno in cui Costante II raggiunse il tema Opsician da dove salpò per l'Italia.

La riforma dei temi consisteva nella formazione di eserciti permanenti detti temi a ognuno dei quali veniva assegnata una provincia (detta anch'essa tema) da difendere dai nemici; il comandante supremo dell'esercito (strategos), oltre ad essere la massima autorità militare, era anche la massima autorità civile: con la riforma dei temi dunque si ha l'unione tra i poteri civili e militari nelle mani di un'unica persona. I soldati (detti stratioti) non venivano più pagati in denaro, come accadeva in precedenza, ma in terre da coltivare, tagliando così le spese militari del 66,7%; in questo modo Bisanzio poteva mantenere ancora un grosso esercito nonostante la perdita delle prospere province di Siria e Egitto. Un altro pregio della riforma dei temi è che i soldati erano più motivati a difendere la loro provincia dai nemici esterni in quanto la loro famiglia e i loro possedimenti erano proprio in quella provincia. Per questi motivi la riforma dei temi fu importantissima e rallentò o frenò l'espansione araba ai danni di Bisanzio.

### Politica estera (lotte contro Arabi, Slavi e Longobardi)

#### Guerre contro Arabi e Slavi (648-659)

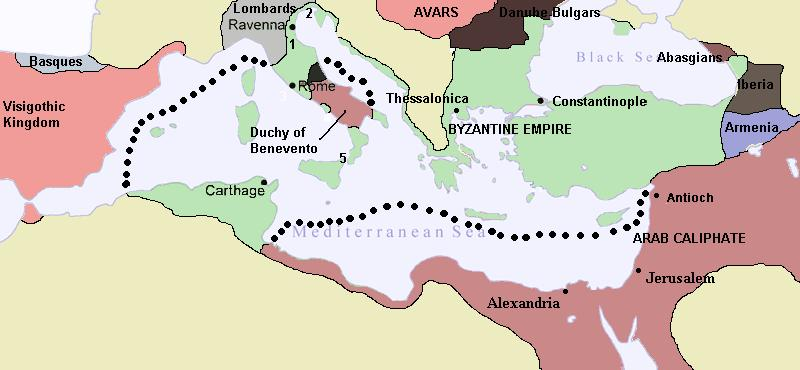
L'impero bizantino nel 650.

Costante II difese l'impero contro gli Arabi in Asia e contro gli Slavi in Europa. All'inizio del 648 venne conclusa una tregua di due anni tra i due imperi; Muʿāwiya b. Hudayj approfittò di questa tregua per conquistare la Nubia e l'Abissinia; ma quando la tregua terminò, riprese le ostilità con Bisanzio e inviò una spedizione in Sicilia, dove gli Arabi riuscirono a occupare temporaneamente alcune città. Nel 649 gli Arabi, capitanati dal generale Muʿāwiya, saccheggiarono Cipro con una flotta di 1700 navi e imposero agli abitanti locali un tributo annuale di 7200 pezzi d'oro; tuttavia gli Arabi non la occuparono permanentemente perché se ne andarono alla notizia che i Romei (Bizantini) stavano inviando un grosso esercito per recuperare il possesso dell'Isola. La città venne così riconquistata dai Bizantini due anni dopo. Gli Arabi dilagarono anche in Cilicia e Isauria, che vennero saccheggiate dal generale Bishr.
Nel 650 gli Arabi tentarono invano di conquistare la piccola isola di Aradus, conquista che riuscì solo l'anno successivo; Aradus, che fino ad allora era stata una fiorente città mercantile (definita dal Bury "la Venezia della costa siriana"), venne rasa completamente al suolo. Venne conquistata anche Cos, per il tradimento del suo vescovo. Nel 651 gli Arabi saccheggiarono l'Asia minore catturando circa 5000 prigionieri; Costante II inviò un ambasciatore da Muʿāwiya e accettò di firmare una costosa tregua di due anni. Nel 652 il basileus tentò di riconquistare Alessandria ma stavolta gli Arabi non si fecero cogliere impreparati e, grazie alla loro potente flotta, inflissero una grande sconfitta alla flotta romano-orientale. Nello stesso anno l'Armenia si rivoltò ai Bizantini; il capo della rivolta Pasagnate si sottomise spontaneamente agli Arabi. Nel 654 Costante tentò di recuperare l'Armenia ma il generale bizantino Mauriano, incaricato dell'impresa, non riuscì nel suo intento venendo sconfitto dal generale arabo Abib ai piedi del Monte Caucaso. Sempre nel 654 i Romani persero l'isola di Rodi.
Gli Arabi, sotto il comando del generale Muʿāwiya b. Hudayj, aspiravano a conquistare Costantinopoli e allestirono una grande flotta a Tripoli in Siria; la spedizione però fallì grazie a due fratelli cristiani del luogo, che, insieme ai loro seguaci, riuscirono nell'impresa di liberare i prigionieri di guerra bizantini e a formare con essi un esercito che mise a ferro e a fuoco la città, uccise il governatore e incendiò la flotta araba. Muʿāwiya però non si arrese e allestì una nuova flotta con l'intento di impadronirsi della capitale bizantina. L'imperatore Costante si mise a capo della propria flotta che si scontrò con i Saraceni presso il Monte Fenice in Licia. Prima della battaglia Costante sognò se stesso a Tessalonica e chiese il significato di questo suo sogno a un interprete; questo fu il suo responso: «O Imperatore, magari tu non ti fossi mai addormentato e non avessi mai fatto questo sogno! La tua presenza a Tessalonica suggerisce la frase θὲς ἄλλῳ νὶκην, che significa: “Si dia a qualcun altro la vittoria”. In altre parole, la vittoria arriderà al tuo nemico»; i Romani persero nettamente la battaglia: 500 navi bizantine vennero distrutte e 20.000 Romani perirono; e l'Imperatore riuscì a salvarsi e a fuggire solo grazie al sacrificio di uno dei due fratelli (figli di un certo Bucinatore); questi prese Costante II e lo fece salire su un'altra nave, con la quale il basileus riuscì a tornare in salvo a Bisanzio, mentre lui, vestendo le vesti dell'Imperatore, continuò a combattere uccidendo molti musulmani; e alla fine perì da eroe, ucciso dagli Arabi convinti di aver ucciso l'Imperatore.
Alla fine comunque gli Arabi non attaccarono Bisanzio perché era appena scoppiata una lotta per la successione nel califfato islamico tra Muʿāwiya e ʿAlī, dalla quale uscì sostanzialmente vincitore Muʿāwiya. Dopo aver sventato momentaneamente il pericolo musulmano, Costante II nel 659 si volse contro gli Slavi, che avevano invaso i Balcani; secondo il Treadgold lo scopo di questa spedizione non era quello di riconquistare le province illiriche perdute ma piuttosto quello di difendere la Grecia bizantina dagli Slavi indebolendoli. Gli Slavi subirono una schiacciante sconfitta, e molti di questi vennero fatti schiavi e trapiantati in Asia per essere utilizzati contro gli Arabi. Rimane comunque incerto se l'Imperatore avesse attaccato gli Slavi stanziatisi tra il Danubio e il Monte Haemus o quelli residenti in Macedonia.
Dopo aver pacificato le province europee, il basileus si preparò di nuovo a affrontare gli Arabi; e nel 659 Muʿāwiya, che aveva bisogno di tutte le sue truppe per combattere ʿAlī, cugino e genero di Maometto, accettò una tregua ventennale coi Bizantini, assoggettandosi a versare a Costante un migliaio di pezzi d'argento e a fornire al basileus uno schiavo e un cavallo al giorno per tutta la durata della tregua.

#### Costante in Italia contro i Longobardi

L'Italia bizantina (in arancione) nel 662.

Nel 660 Costante condannò a morte il fratello Teodosio, che aveva costretto a farsi prete, con l'accusa di tradimento; ma ciò gli alienò il favore della popolazione della capitale bizantina.
L'accusa verso Teodosio fu di tradimento, ma i motivi reali del fratricidio potrebbero essere altri. Il Gibbon riporta l'ipotesi secondo cui Costante condannò a morte il fratello perché temeva che un giorno il popolo o il senato lo avrebbero rovesciato e avrebbero nominato imperatore Teodosio. Tuttavia, secondo lo storico William Smith, ciò non sarebbe credibile dato che Teodosio, essendo diventato prete, non poteva più diventare imperatore; lo Smith ipotizza invece che i motivi del fratricidio fossero delle divergenze religiose tra i due. Georg Ostrogorsky riporta l'ipotesi secondo cui Teodosio avrebbe avuto il diritto alla coreggenza mentre Costante voleva regnare da solo e per questo motivo avrebbe deciso di eliminarlo. Comunque i motivi reali del fratricidio non sono ancora ben chiari agli storici. Quel che è certo è che a causa dell'assassinio del fratello la sua popolarità calò di molto, al punto che il popolò iniziò a chiamarlo “caino”. Il fratricidio tormentò per sempre Costante e si narra che per il rimorso Costante avesse delle allucinazioni in cui vedeva il fantasma del fratello che lo perseguitava dovunque egli andasse. Spesso Costante prendeva la comunione dal fratello prete bevendo così il sangue di Cristo; per questo motivo una volta il fantasma gli offrì un calice consacrato, con dentro sangue umano, e gli disse "bevi, fratello, bevi".
Due anni dopo il basileus lasciò perciò Costantinopoli con l'intenzione di non farvi più ritorno. I suoi figli rimasero nella capitale perché la popolazione si era opposta alla loro partenza.
Dopo aver trascorso l'inverno ad Atene e nominato suo figlio maggiore Costantino governatore di Costantinopoli, Costante salpò per l'Italia, che aveva intenzione di liberare dal giogo longobardo. L'arrivo di Costante in Italia suscitò un'enorme sorpresa perché era dallo spostamento della capitale dall'area occidentale, ed il conseguente declino di quest'ultima, che un Imperatore romano non risiedeva in Italia. «Ma - disse Costante - la madre (Roma) è più degna delle mie cure della figlia (Costantinopoli)». Nel 663, sbarcato a Taranto, condusse l'ultima vera e decisa azione dell'Impero Romano d'Oriente diretta a riconquistare i territori occidentali e a riaffermare nei fatti la superiorità formale dell'Impero. Una delle prime cose che fece Costante fu quella di consultare un eremita (che si diceva avesse la capacità di prevedere il futuro). Lo interrogò sull'esito della spedizione. Dopo una notte di preghiere, l'eremita rispose in questo modo:
(Paolo Diacono, Historia Langobardorum, Libro V, Capitolo 6)
Nonostante la predizione sfavorevole, Costante decise di tentare lo stesso l'impresa. Egli strinse un'alleanza con i Franchi di Neustria, che aggredirono il regno longobardo da nord, mentre il basileus aggrediva il ducato di Benevento. Il duca di Benevento Romualdo non aveva forze sufficienti per fronteggiare l'aggressione bizantina e inviò il suo nutricius Sesualdo dal padre Grimoaldo, re dei Longobardi, per chiedergli aiuto contro i Bizantini. Tuttavia quest'ultimo non lo poté inizialmente aiutare perché impegnato nel respingere l'invasione franca del Nord Italia. Fu così che Costante II conquistò e rase al suolo Lucera; in seguito, dopo un tentativo fallito di espugnare Acerenzia, assediò la città di Benevento senza successo. Grimoaldo comunque, sconfitti i Franchi, accorse in aiuto del figlio e riuscì ad attraversare gli Appennini con il suo esercito nonostante l'esarca di Ravenna Gregorio II lo aspettasse al varco per impedirgli di raggiungere il ducato beneventano. Sesualdo, sulla via del ritorno, venne intercettato dai Bizantini, che vennero così a conoscenza della notizia dell'arrivo di Grimoaldo. Costante II inviò Sesualdo da Romualdo ordinandogli di mentire al suo sire; gli intimò di dire che Grimoaldo non sarebbe arrivato; se non avesse obbedito avrebbe perso la vita. Sesualdo però disubbidì all'ordine bizantino e disse la verità a Romualdo:
(Paolo Diacono, Historia Langobardorum, Libro V, Capitolo 7)
Sesualdo pagò ciò con la morte: venne decapitato e la sua testa lanciata da un'immensa catapulta in città. Conscio dell'arrivo di Grimoaldo, che temeva, Costante II firmò una pace con Romualdo, pose fine all'assedio di Benevento e decise di recarsi a Napoli. Durante il tragitto venne aggredito e sconfitto presso Limata, roccaforte nel territorio di San Lorenzo Maggiore, dal conte di Capua, Mitola. Giunto a Napoli, Costante II fece un ultimo tentativo per conquistare il ducato affidando un esercito di 20.000 uomini al comando del nobile Saburro e inviandolo in territorio longobardo, ma quest'ultimo si fece sconfiggere dai Longobardi di Romualdo a Forino, ponendo fine alle speranze bizantine di riconquista dell'Italia.

#### Costante a Siracusa
L'imperatore in seguito si recò a Roma, dove rimase per dodici giorni; il soggiorno del basileus nell'antica capitale dell'Impero romano è ricordato da un lato per essere stata l'ultima visita di un imperatore romano nella "città eterna", dall'altro lato per il letterale saccheggio del Pantheon, i cui ricchi ornamenti vennero portati via su ordine dell'imperatore. Il saccheggio avvenne negli ultimi due giorni di permanenza nell'Urbe mentre i primi giorni vennero trascorsi in processioni e cerimonie religiose. Costante si recò poi a Siracusa, fece della città la nuova capitale imperiale (analogamente a quanto intendeva fare Eraclio con Cartagine).
La zecca siracusana batté monete d'oro nel periodo di permanenza in Sicilia di Costante. Sembra che questi volesse istituire anche in Italia e in Africa il sistema dei temi. Costante riuscì ad assicurarsi l'appoggio degli eserciti italiani e africani. Nel frattempo la guerra contro i Longobardi proseguiva in malo modo. Il re longobardo Grimoaldo, coadiuvato dal figlio Romualdo, conquistò Brindisi e Taranto, e i Romani vennero espulsi dalla Calabria (corrispondente all'odierno Salento). La conquista longobarda dell'Italia sud-orientale era ormai completata: ai Bizantini rimanevano solo Otranto e Gallipoli.

#### Guerra in Africa e in Asia Minore
Mentre era in Sicilia, Costante volse la sua attenzione verso l'Africa, e riuscì a riconquistare Cartagine e alcune città che erano diventate tributarie degli Arabi. Tuttavia ben presto Costante divenne inviso agli abitanti indigeni, perché, nonostante l'esarcato d'Africa dovesse già pagare un esoso tributo agli Arabi, Costante II impose agli africani un secondo tributo, raddoppiando così le tasse che gli africani dovevano pagare. L'esarca d'Africa Gennadio rifiutò di pagare il tributo richiesto da Costante e venne di conseguenza deposto dai suoi stessi uomini, che rimanevano fedeli all'Imperatore. Tuttavia Gennadio scappò a Damasco e chiese aiuto al califfo omayyade Muʿāwiya, il quale nel 665 inviò un potente esercito a invadere l'Africa bizantina. Costante inviò rinforzi dalla Sicilia per respingere l'invasione ma l'esercito bizantino, condotto dal generale Niceforo il Patrizio, subì, nonostante i Bizantini fossero in 30.000, una pesante sconfitta presso Tripoli. Gli Arabi saccheggiarono la parte meridionale dell'esarcato prima di ritirarsi e conquistarono la Tripolitania. Tuttavia sembra che Costante riuscì a riguadagnare il completo controllo dell'esarcato e di avervi istituito il sistema dei temi.
Nel frattempo in Asia minore l'Impero doveva affrontare una minaccia ben più grande, gli Arabi. Essi, infatti, approfittando di una rivolta delle truppe armene (il cui comandante, un certo Sapor, venne proclamato Imperatore dalle sue truppe), sferrarono una vittoriosa invasione dell'Asia minore, riuscendo a espugnare la città di Amorium, in Frigia, e collocando in essa una guarnigione di circa 5.000 uomini; ma il generale bizantino inviato dal figlio di Costante Costantino contro gli invasori riuscì a sconfiggerli e a riprendere possesso della città.

### Morte
L'Imperatore si era fatto nel frattempo molti nemici: la gente italica lo odiava perché aveva tenuto alte le tasse in Sicilia, Calabria e Sardegna (e addirittura migliaia di essi, stanchi della sua avarizia e crudeltà, se ne andarono dalla Sicilia e andarono a vivere in Siria dove divennero musulmani), e anche a Costantinopoli era malvisto per il fatto che aveva trasferito la sede dell'Impero a Siracusa; per questo motivo nel 668 venne organizzata una congiura, che riuscì nel suo intento: l'Imperatore morì a Siracusa all'età di soli trentotto anni, ucciso da un servo con un porta sapone mentre faceva il bagno presso le Terme di Dafne. L'assassinio, secondo alcune fonti, venne organizzato da Mecezio, che fu proclamato imperatore. Da Costantinopoli però il figlio Costantino IV, organizzò alcuni mesi dopo una spedizione che vendicò la morte del padre uccidendo nel 669 l'usurpatore Mecezio, e gli succedette al trono, riportando la capitale sul Bosforo.

## Giudizi su Costante II
I giudizi degli storici antichi su Costante II sono per lo più negativi. Paolo Diacono nella sua Storia dei Longobardi scrive:
(P. Diacono, Historia Langobardorum, Libro 5, Capitolo 11)
Anche Gibbon (storico vissuto nel XVIII secolo) considera Costante II un crudele tiranno:
(Edward Gibbon, The History of the Decline and Fall of the Roman Empire, cap. 48)
Negli ultimi tempi tuttavia alcuni storici l'hanno rivalutato. George Finlay, storico del XIX secolo, sostiene che «nonostante tutte le sconfitte che si narra Costante abbia subito, l'Impero non andò incontro ad alcuna sensibile diminuzione di territori» e che «certamente ha lasciato le sue forze militari in una condizione più efficiente di come le aveva trovate» all'inizio del suo regno. Secondo Finlay è probabile che la sua non ortodossia lo abbia reso antipatico agli storici ortodossi i quali avrebbero fornito una versione parziale e distorta di alcune circostanze del suo regno.
Anche J.B. Bury rivaluta positivamente Costante. Egli dice:
(J.B. Bury, History of the Later Roman Empire from Arcadius to Irene, vol. II, pp. 303-306)
Secondo Treadgold Costante ha il merito di aver arrestato con la riforma dei temi l'espansione araba che prima di lui sembrava inarrestabile; sempre secondo Treadgold, arrestò anche il lento cammino dell'Italia e dell'Africa verso l'indipendenza e con la riforma dei temi riuscì a ridurre le spese militari riuscendo così a mantenere e pagare un grosso esercito senza i proventi delle perdute province di Siria e Egitto; tale riforma non deve essere giunta troppo presto, dato che il fatto che verso la fine del suo regno alzò le tasse indica probabilmente che le casse statali erano praticamente vuote.

## Galleria d'immagini

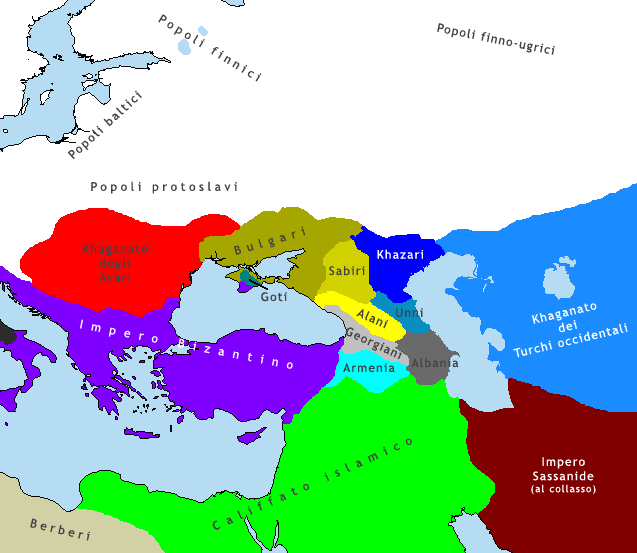
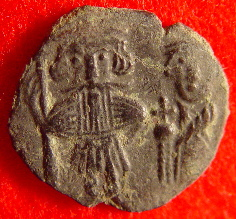
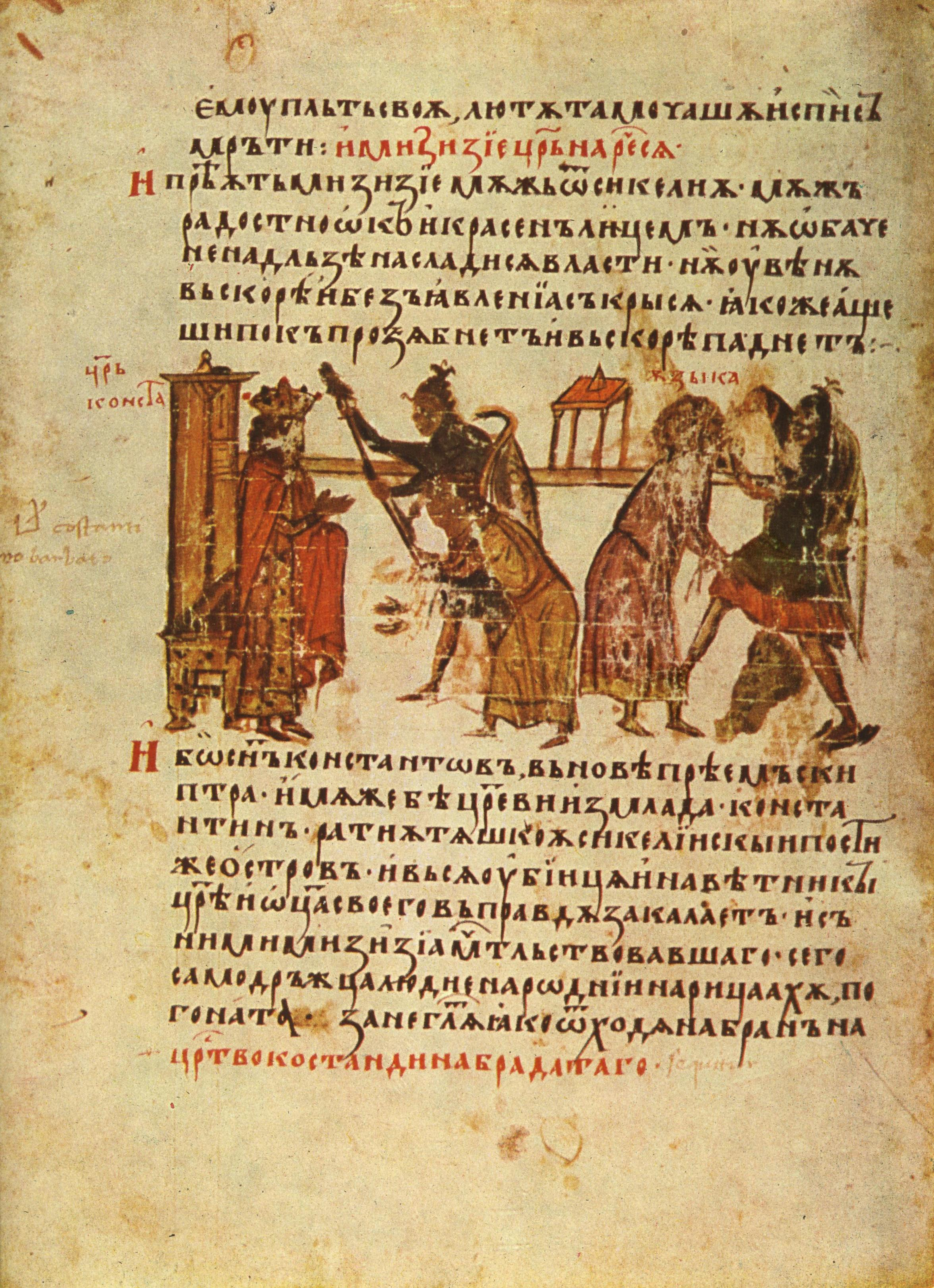
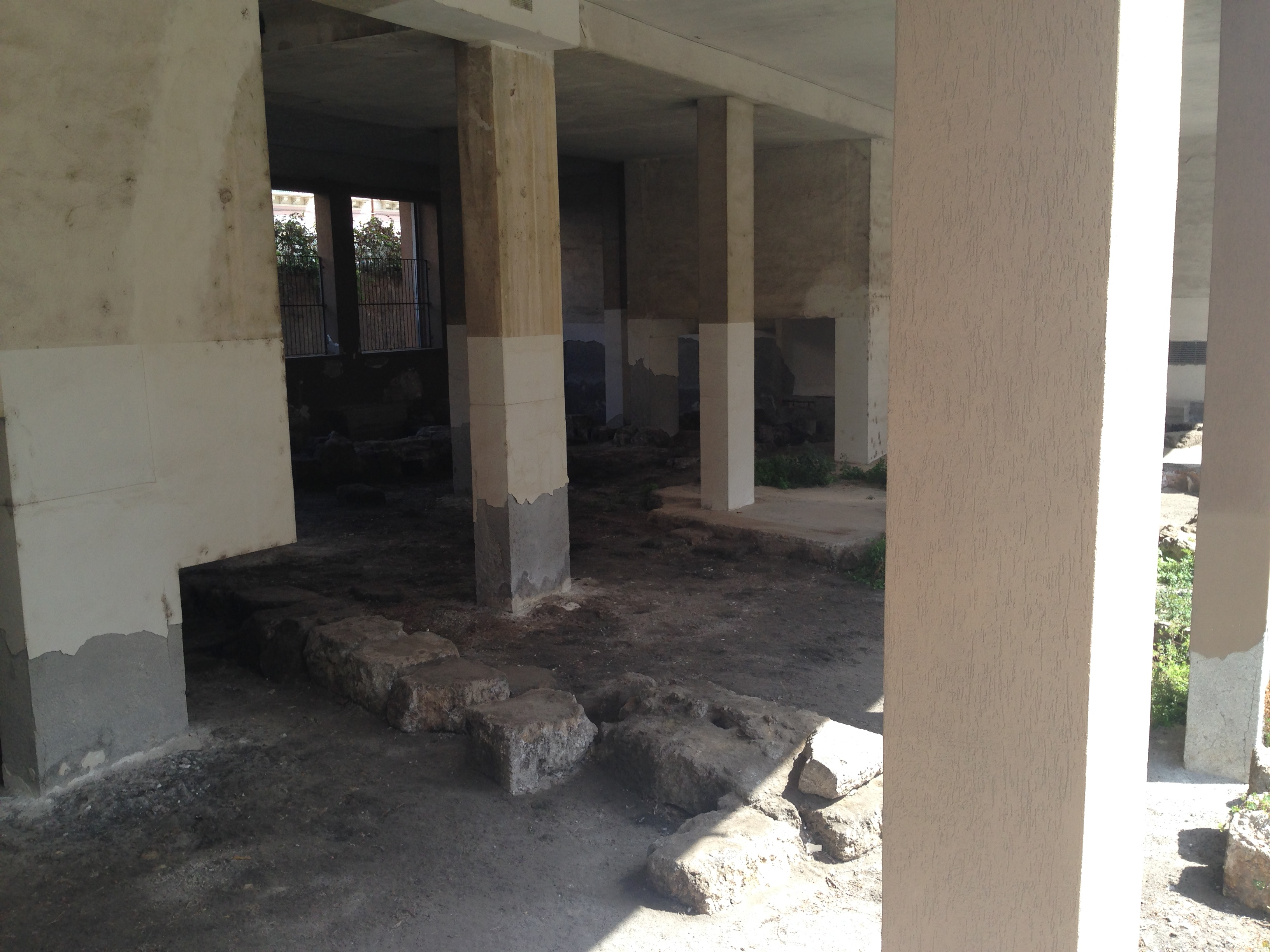
Le cosiddette terme di Dafne, il luogo dove venne ucciso Costante II

## Ascendenza
|                |        |               | Genitori |  |  | Nonni     |  |  | Bisnonni           |  |
|                |        |               |          |  |  | Eraclio I |  |  | Eraclio il Vecchio |  |
|                |        |               |          |  |  | Eraclio I |  |  | Eraclio il Vecchio |  |
|                |        | Epifania      |          |  |  | Eraclio I |  |  |                    |  |
| Costantino III |        |               |          |  |  | Eraclio I |  |  |                    |  |
|                |        | Fabia Eudocia | Roga     |  |  |           |  |  |                    |  |
|                |        | Fabia Eudocia | Roga     |  |  |           |  |  |                    |  |
|                |        | Fabia Eudocia | …        |  |  |           |  |  |                    |  |
| Costante II    |        | Fabia Eudocia |          |  |  |           |  |  |                    |  |
|                | Niceta | Gregorio      |          |  |  |           |  |  |                    |  |
|                | Niceta | Gregorio      |          |  |  |           |  |  |                    |  |
|                | Niceta | …             |          |  |  |           |  |  |                    |  |
| Gregoria       | Niceta |               |          |  |  |           |  |  |                    |  |
|                |        | …             | …        |  |  |           |  |  |                    |  |
|                |        | …             | …        |  |  |           |  |  |                    |  |
|                |        | …             | …        |  |  |           |  |  |                    |  |
|                |        | …             |          |  |  |           |  |  |                    |  |